# NGC 1956
NGC 1956 è una vasta galassia a spirale situata nella costellazione della Mensa, a una distanza di circa 235 milioni di anni luce dalla nostra Via Lattea.

## Scoperta
La galassia è stata scoperta il 22 gennaio 1836 dall'astronomo britannico John Herschel.